# Nathan Pasha
Nathan Pasha (ur. 15 lipca 1992 w Atlancie) – amerykański tenisista.

## Kariera tenisowa
W karierze zwyciężył w trzech deblowych turniejach cyklu ATP Challenger Tour. Ponadto wygrał sześć deblowych turniejów rangi ITF.
W 2010 roku, podczas US Open zadebiutował w turnieju wielkoszlemowym w grze podwójnej. Startując w parze z Sekou Bangourą odpadł w pierwszej rundzie.
W rankingu gry pojedynczej najwyżej był na 507. miejscu (7 stycznia 2019), a w klasyfikacji gry podwójnej na 119. pozycji (3 grudnia 2018).

### Zwycięstwa w turniejach ATP Challenger Tour

#### Gra podwójna
| Końcowy wynik | Nr | Data                 | Turniej   | Nawierzchnia  | Partner         | Przeciwnicy                            | Wynik finału   |
| ------------- | -- | -------------------- | --------- | ------------- | --------------- | -------------------------------------- | -------------- |
| Zwycięzca     | 1. | 21 października 2018 | Calgary   | Twarda (hala) | Robert Galloway | Matt Reid John-Patrick Smith           | 6:4, 4:6, 10–6 |
| Zwycięzca     | 2. | 7 kwietnia 2019      | Monterrey | Twarda        | Evan King       | Santiago González Aisam-ul-Haq Qureshi | 7:5, 6:2       |
| Zwycięzca     | 3. | 1 marca 2020         | Calgary   | Twarda (hala) | Max Schnur      | Harry Bourchier Filip Peliwo           | 7:6(4), 6:3    |